# Casino Venier
Il Casino Venier a Venezia si trova tra il ponte di Rialto e Piazza San Marco nelle Mercerie.
L'origine della parola casino (piccola casa), o ridotto (da ridursi, cioè recarsi) fornisce un'idea di cosa fossero questi locali: luoghi piccoli, ma accoglienti ed intimi, dove incontrare gli amici dopo il teatro.
I casini erano numerosi a Venezia fin dal Cinquecento, ma è nel Settecento che questi ritrovi incontrarono un vero successo: nel 1744 se ne contavano ben 118, quasi tutti nelle vicinanze di Piazza San Marco. Erano luoghi di ritrovo, di divertimento, talvolta di dissolutezza, addirittura veri salotti letterari: si giocava d’azzardo, si ballava, si facevano incontri galanti, ma si parlava anche di teatro e della nuova filosofia che veniva dalla Francia.
Dal punto di vista architettonico e decorativo, il Casino Venier è uno dei più caratteristici. Era un ridotto da gioco e di conversazione di proprietà del procuratore Venier ma usato dalla moglie, Elena Priuli, nobildonna colta e raffinata. Si trova nei pressi del Ponte dei Bareteri, sopra il sottoportico delle Acque, nel mezzanino di un edificio poco appariscente. Solo all'interno se ne scopre tutta la ricchezza.
La disposizione delle stanze ripete in piccolo la tipologia dei palazzi veneziani, con un salone centrale da cui si dipartono simmetricamente le altre stanze. Nella seconda stanza di destra si affaccia il liagò, piccolo poggiolo coperto in ferro battuto con lo stemma Venier, che permette di vedere dall'alto, inosservati. La decorazione interna, degli anni 1750-1760, si è conservata intatta fino ai nostri giorni, con pavimenti originali in marmo connesso. Originali anche gli stucchi e gli affreschi, gli specchi e i camini, le porte in prezioso palissandro e le maniglie e serrature in bronzo.
Nascosto nel pavimento di marmo della sala d'ingresso, uno spioncino permette di sorvegliare chi sta per entrare: ottimo strumento per proteggere l'intimità di questo luogo. Alle spalle della scala d'entrata una stanzetta munita di grate intagliate in legno dorato: si tratta probabilmente della sala dei musici che, nascosti, suonavano per gli ospiti, e la cui musica si diffondeva attraverso le grate. Probabilmente le grate servivano anche a spiare inosservati quanto accadeva nel salone.
L'interno del Casino Venier ha richiesto molte opere di consolidamento e di ripulitura, che sono state possibili grazie all'intervento del Comité français pour la sauvegarde de Venise che, negli anni ottanta, ha finanziato i lavori di restauro, e a quello dell'UNESCO, il cui contributo ha permesso di riportare alla luce gli affreschi, nel 1992.
Il Casino Venier è sede dell'Associazione Culturale Italo-Francese Alliance Française dal 1987.